# Barguna Sadar
Barguna Sadar è un sottodistretto (upazila) del Bangladesh situato nel distretto di Barguna, divisione di Barisal. Si estende su una superficie di 454,39 km² e conta una popolazione di 219.729 abitanti (dato censimento 1991).